# آسلریس هاستیانا
 آسلریس هاستیانا (نام علمی: Acleris hastiana) گونه‌ای شاپرک است. زیستگاه این حشره در اروپا، ایران، قزاقستان، ایالات متحده آمریکا، ایرکوتسک و سیبری می‌باشد.